# Ernst Kuhn

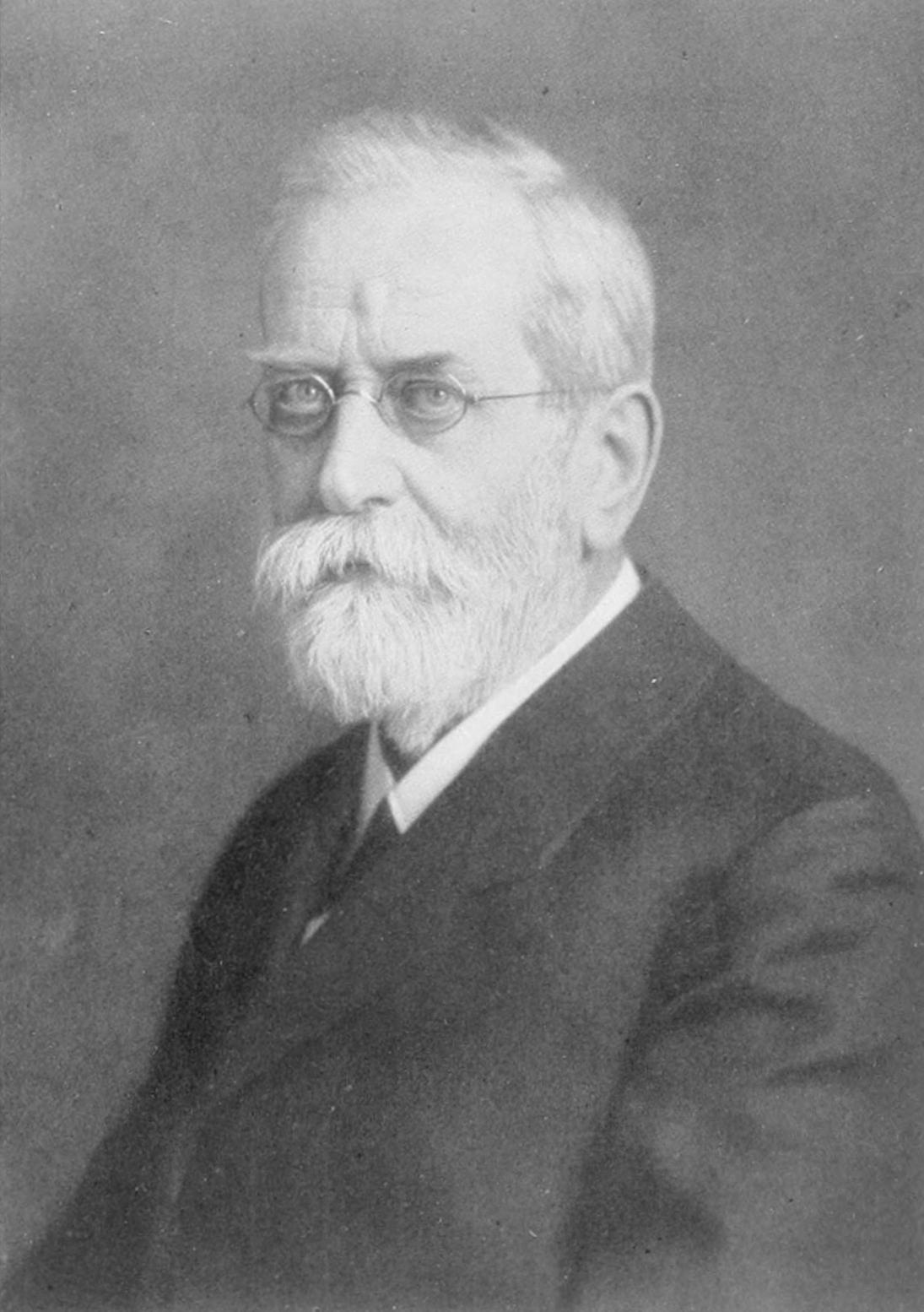
Imagem de Ernst Kuhn.

Ernst Kuhn (1846 — 1920) foi um filólogo alemão, pioneiro no estudo das origens indo-germânicas das línguas centro-europeias e professor de Filologia Ariana na Universidade de Munique.
Ernst Kuhn foi filho do professor universitário Adalbert Kuhn, especialista nas culturas e línguas da Índia e pioneiro dos estudos da linguística indo-germânica. 
Concluídos os seus estudos em filologia e orientalística, Ernst Kuhn seguiu uma carreira académica muito semelhante à de seu pai, chegando a secretário da Classe Histórico-Filosófica da Academia das Ciências da Baviera (Bayerischen Akademie der Wissenschaften), lugar em que sucedeu a Marcus Josef Müller, e a professor catedrático da Universidade de Munique.
Ernst Kuhn era um conhecedor profundo do sânscrito, do avéstico e da antiga língua persa.
Os seus trabalhos mais conhecidos foram Beiträge zur Pali-Grammatik, um tratado sobre a gramática da língua pali, e um conjunto de artigos científicos onde explora a relação entre as línguas germânicas e as antigas línguas indo-europeias, matéria em que foi pioneiro.
Foi autor de uma dissertação académica intitulada Barlaam und Joasaph. 
Foi sucedido na cátedra por Wilhelm Ludwig Geiger, outro famoso orientalista e estudioso do budismo.
Em 1873, após a morte de seu pai, Ernst Kuhn iniicou a publicação do periódico Zeitschrift für Vergleichende Sprachforschung auf dem Gebiete des Deutschen, Griechischen und Lateinischen, hoje um clássico que continua a ser editado sob o título Historische Sprachforschung. 